# 紫叶兔耳草
紫叶兔耳草（学名：Lagotis praecox）为玄参科兔耳草属下的一个种。

## 扩展阅读
- 維基物種上的相關：紫叶兔耳草